# NGC 6417
NGC 6417 (również PGC 60709 lub UGC 10945) – galaktyka spiralna z poprzeczką (SBb), znajdująca się w gwiazdozbiorze Herkulesa. Odkrył ją Albert Marth 2 lipca 1864 roku.